# Seznam japonskih slikarjev
Seznam japonskih slikarjev.

## A
- Ikuma Arišima

## E
- Kohei Ezaki

## F
- Akino Fuku

## H
- Hideo Hagivara (1913-2007)
- Tošihiro Hamano (1937-)
- Ikuo Hirajama
- Ando Hirošige
- Utagava Hirošige
- Hirošige II.
- Hirošige III.
- Hokusai

## I
- Masuo Ikeda (1934-1997)
- Tecuja Išida
- Šinsui Ito

## J
- Hiro Jamagata
- Akira Jamaguči
- Kansuke Yamamoto
- Aki Jaširo
- Taikan Jokojama
- Jošitoši (Tsukioka Yoshitoshi)

## K
- Eitoku Kano
- Tamako Kataoka
- Eizo Kato
- Toiči Kato
- Takeši Kitano
- Misai Kosugi
- Tecumi Kudo
- Jasuo Kunijoši (jap.-ameriški)

## O
- Korin Ogata
- Taro Okamoto
- Hiroši Oniši
- Šigeru Oniši (大西茂) (1928-1994)

## P
- Pinkman (Ryota Saito)

## R
- Secuko Klosovska de Rola

## S
- Keita Sagaki
- Hiroši Sendžu
- Sesšu (Sesshū Tōyō)
- Kumi Sugai (1919-1996)

## Š
- Toko Šinoda

## U
- Šoen Uemura